# Onychomancja
Onychomancja, onymancja (gr. onychos – „paznokieć”) – metoda wróżenia ze znaków na paznokciach, niekiedy traktowana jako specjalizacja chiromancji.
Według jednej z metod wróżenia przy użyciu onychomancji, białe znaki oznaczają szczęście, niebieskie nieszczęście, znaki na paznokciu kciuka dotyczą honoru, a palca wskazującego – pieniędzy. W innym jej wariancie używano paznokci młodego chłopca, które smarowano olejem i sadzą, a następnie obserwowano sposób, w jaki odbijają one światło słoneczne – nie należało wówczas brać pod uwagę wypukłości i skaz na paznokciach, ponieważ te kwestie należą już do chiromancji.
Onychomancja, jak inne metody wróżenia, jest traktowana przez środowisko naukowe jako pseudonauka, ze względu na brak potwierdzenia słuszności jej wróżb dowodami.